# Cyphon tertius
Cyphon tertius is een keversoort uit de familie moerasweekschilden (Scirtidae). De wetenschappelijke naam van de soort werd in 1976 gepubliceerd door Bernard Klausnitzer.